# ساوت هیون (ایندیانا)
ساوت هیون (به انگلیسی: South Haven) یک منطقهٔ مسکونی در ایالات متحده آمریکا است که در شهرستان پرتر، ایندیانا واقع شده‌است. ساوت هیون ۳٫۲ کیلومتر مربع مساحت و ۵٬۲۸۲ نفر جمعیت دارد و ۱۹۹ متر بالاتر از سطح دریا واقع شده‌است.